# El Pino, San Luis Potosí
El Pino är en ort i Mexiko.   Den ligger i kommunen Xilitla och delstaten San Luis Potosí, i den centrala delen av landet, 230 km norr om huvudstaden Mexico City. El Pino ligger 1 065 meter över havet och antalet invånare är 105.
Terrängen runt El Pino är kuperad åt nordost, men åt sydväst är den bergig. Runt El Pino är det ganska tätbefolkat, med 160 invånare per kvadratkilometer. Närmaste större samhälle är Villa Terrazas, 14,1 km öster om El Pino. Omgivningarna runt El Pino är en mosaik av jordbruksmark och naturlig växtlighet.